# 白湖 (柏林)
白湖（德語：Weißer See，德語發音：[ˈvaɪ̯sɐ ˈzeː]）是德国柏林魏森塞区的一个湖泊。其东西宽300米，南北长350米，表面积8.3011公顷，体积360606立方米，平均深度4.34米，是柏林最深的水域之一。 